# ベイブ (テイク・ザットの曲)
「ベイブ」（Babe）はイギリスの人気男性グループ、テイク・ザットの楽曲。

## 解説
2ndアルバム『エヴリシング・チェンジズ』に収録されていて同アルバムからの4枚目のシングルになる。作詞はメンバーのゲイリー・バーロウとマーク・オーウェンが担当し、1993年12月にUKチャート1位を獲得したが、クリスマス・ナンバー1は逃した。メインボーカルはマーク・オーウェン。